# Dol pri Hrastniku
Dol pri Hrastniku je naselje v Sloveniji, del občine Hrastnik. Leži v dolini Brnice, okoli 2 km od Hrastnika ob regionalni cesti Trojane - Rimske Toplice, R1-221. 

## Zgodovina
Dol je nastal na mestu, kjer Bela, imenovana tudi Dolski potok, zapušča dolinski kot. V urbarju iz 13. stoletja se naselje imenuje Tal in navaja 4 kmetije in župana. Ko so v 18. stoletju združevali manjša naselja v večje krajevne enote in popisne občine, je nastala popisna občina Dol, katere ljudsko ime je prevladalo nad cerkvenim Sv. Jakob. Hiše so bile strnjene okrog cerkve. Vas se je razširila, ko so se kmetije začele drobiti. Ob koncu fevdalne dobe je Dol štel devet kmetij in tri majhne kmetije.
Ugodna lega in bližina Hrastnika sta povzročili pričetek širitve kraja že pred prvo svetovno vojno. Nekdaj kmečko naselje se je po 1. vojni in še posebej po drugi svetovni vojni močno spremenilo. Razširilo se je prek vse doline, najbolj v smeri vzhoda. Dol se je tako združil z Brnico in Črdencem. K temu je veliko prispevalo priseljevanje delavcev, ki so dobivali zaposlitev v Hrastniku. Zaradi omejenega prostora v Hrastniku zanje ni bilo mogoče zgraditi dovolj stanovanj, zato so se naseljevali tudi na Dolu. Tam so rastle predvsem družinske hiše. Leta 1952 so ob cesti pri stavbi kmetijske zadruge odkrili spomenik žrtvam NOB, katerega so leta 1976 delno obnovili, povečali in prestavili bližje k cerkvi. Leta 1956 je bila cesta skozi Dol temeljito popravljena, izboljšana je bila cestna razsvetjava, urejeni so bili požarni hidranti, leta 1964 pa je Dol dobil asfaltirano cesto skozi naselje. Šele v šestdesetih letih so zrastli stolpiči v bližini osnovne šole. Leta 1965 so zgradili prvi stanovanjski blok - stolpič. V osemdesetih letih pa so bili zgrajeni še bloki poleg cerkve. 
Vse to je dalo Dolu bolj urbani videz. Tudi v dolskem dolinskem kotu, stari dolski gmajni, tam kjer so bili prej gozd in pašniki, je nastala v novejši dobi večja naselbina večinom manjših hišic, imenovana Novi Dol vendar se je poimenovanje "gmajna" ohranilo do danes. Tukaj je v šestdesetih letih takratno podjetje Zasavski premogovniki Trbovlje odprl nov premogovniški obrat Novi Dol. Leta 1977 so rudnik začeli zapirati, rudniške stavbe pa so izpraznili. Danes v njihovih prostorih delujejo lokalna podjetja. V sedemdestih letih so zaradi večanja števila prebivalcev odprli tovarno Jutranjka, v kateri so se večinoma zaposlovale ženske. Danes je v njenih prostorih restavracija. Širitev naselja in njegova urbanizacija sta privedli do tega, da so leta 1983 uvedli ulični sistem. Leta 1999 so pri osnovni šoli na Dolu odprli novo šprotno dvorano Dolanka.
V kraju je tudi osrednje pokopališče Občine Hrastnik. Prvotno je bilo pokopališče okrog stare cerkve, vendar so ga leta 1831 opustili in ga prestavili na današnjo lokacijo. Pokopališče so kmalu začeli uporabljati tudi prebivalci Hrastnika. Po drugi svetovni vojni, v času hitrega naraščanja števila prebivalcev, je postalo pokopališče premajhno. Začeli so razmišljati o novih lokacijah, vendar še nobena ideja doslej ni bila sprejeta. Pokopališče so medtem morali že večkrat povečati.